# Olympische Sommerspiele 1972/Teilnehmer (Uruguay)
| Gelbes Symbol für Goldmedaillen mit stilisierten Olympischen Ringen | Graues Symbol für Silbermedaillen mit stilisierten Olympischen Ringen | Braundes Symbol für Bronzemedaillen mit stilisierten Olympischen Ringen |
| ------------------------------------------------------------------- | --------------------------------------------------------------------- | ----------------------------------------------------------------------- |
| —                                                                   | —                                                                     | —                                                                       |

Uruguay nahm an den Olympischen Sommerspielen 1972 in München mit einer Delegation von 13 Sportlern (zehn Männer und drei Frauen) teil.
Als Fahnenträger Uruguays fungierte der Leichtathlet Darwin Piñeyrúa.

## Teilnehmer nach Sportarten

### Boxen
- Jorge Acuña
Fliegengewicht: 32. Platz

### Leichtathletik
- Darwin Piñeyrúa
Hammerwerfen: 31. Platz in der Qualifikation

- Josefa Vicent
Frauen, 200 Meter: Vorläufe
Frauen, 400 Meter: Vorläufe

### Radsport
- Walter Tardáguila
Straßenrennen, Einzel: 74. Platz
Mannschaftszeitfahren: 27. Platz

- Mario Margalef
Straßenrennen, Einzel: DNF

- Alberto Rodríguez
Straßenrennen, Einzel: DNF
Mannschaftszeitfahren: 27. Platz

- Jorge Jukich
Straßenrennen, Einzel: DNF
Mannschaftszeitfahren: 27. Platz

- Lino Benech
Mannschaftszeitfahren: 27. Platz

### Rudern
- Pedro Ciapessoni
Zweier ohne Steuermann: Viertelfinale

- Jorge Buenahora
Zweier ohne Steuermann: Viertelfinale

- Daniel Jorge
Zweier ohne Steuermann: Viertelfinale

### Schwimmen
- Susana Saxlund
Frauen, 100 Meter Freistil: Vorläufe
Frauen, 100 Meter Schmetterling: Vorläufe

- Felicia Ospitaletche
Frauen, 100 Meter Rücken: Vorläufe
Frauen, 200 Meter Rücken: Vorläufe
Frauen, 200 Meter Lagen: Vorläufe